# أنيتا ناير (كاتبة)
أنيتا ناير (بالهندية: अनिता नायर؛ بالإنجليزية: Anita Nair) هي كاتبة للأطفال وكاتبة سيناريو وكاتِبة وشاعرة هندية، ولدت في 26 يناير 1966 في Shoranur ‏ في الهند.

## وصلات خارجية
- الموقع الرسمي